# 33-тя мотострілецька дивізія (СРСР)
33-тя мотострілецька дивізія (33 МСД, в/ч 35390) — з'єднання мотострілецьких військ Радянської армії чисельністю у дивізію, що існувало у 1957—1992 роках. Дивізія дислокувалася на Далекому сході — на острові Сахалін.
Після розпаду СРСР у 1992 році перейшла до складу Збройних сил Російської Федерації.

## Історія
22 листопада 1944 року в околицях Благовіщенська була сформована 342-га стрілецька дивізія (2-го формування) 2-ї Червонопрапорної армії Далекосхідного фронту на базі 258-ї й 259-ї окремих стрілецьких бригад. У липні 1945 року 342-га сд включена в 87-й стрілецький корпус, що знаходився в районі міста Лісозаводськ, Приморського краю в резерві Далекосхідного фронту. Закінчення війни 342-га сд зустріла на 100-кілометровому марші від Холмська до Корсакова. Після війни підрозділи дивізії розмістилися у пунктах постійної дислокації на Сахаліні.
Після розпаду СРСР у 1992 році дивізія перейшла до складу Збройних сил Російської Федерації.

## Стурктура

### 1988
Склад:
- 377-й механізований полк (Долинськ)
- 389-й механізований полк (Дачне)
- 465-й механізований полк (Аніва)
- 97-й окремий танковий батальйон (Хомутове)
- 989-й артилерійський полк (Дачне)
- 1108-й зенітний ракетний полк (Долинськ)
- 88-й окремий ракетний дивізіон (Лиственічне)
- 785-й окремий розвідувальний батальйон (Южно-Сахалінськ)
- 162-й інженерно-саперний батальйон (Ліственічне)
- 419-й окремий батальйон зв'язку (Хомутове)
- 145-й окремий батальйон РХБЗ (Південно-Сахалінськ)
- 163-ій окремий ремонтно-відновлювальний батальйон (Хомутове)
- 236-й окремий медичний батальйон (Аніва)
- 1488-й окремий батальйон матеріального забезпечення (Южно-Сахалінськ)